# Musik Convoy
Der Musik Convoy war eine wöchentlich montags von Januar 1984 bis September 1985 ausgestrahlte Live-Musiksendung im Vorabend-Programm des Westdeutschen Fernsehen (WDF) in insgesamt 80 Episoden.

## Inhalte
Moderatoren waren Alan Bangs und Robert Treutel (später auch bekannt als Bodo Bach), Nanzie Diehl, Karin Sarholz – sowie Xaõ Seffcheque, der Xaõs Quiz präsentierte: Als Hauptgewinn winkte jeweils der Besuch bzw. die Teilnahme an einer der nächsten Sendungen. Innerhalb Nordrhein-Westfalens besuchten die Moderatoren mit einem Bühnen-Truck meistens Kleinstädte, um dort nachmittags, zum Beispiel auf einem Marktplatz, mehr oder weniger bekannte Musiker zu präsentieren. Die 48. Sendung fand allerdings am 28. Januar 1985 in der Düsseldorfer Philipshalle statt. Der Truck verließ das Sendegebiet aber auch für einzelne Veranstaltungen in Berlin (8. Oktober 1984 und, anlässlich der Internationalen Funkausstellung, 9. September 1985) oder München (26. November 1984). Der Musik Convoy verhalf Gruppen wie zum Beispiel den Ärzten zu einem Karrierestart. Die jeweiligen Musik-Acts die auf der Bühne des Trucks präsentiert wurden, wurden in der Regel nicht live, sondern in den meisten Fällen, mit wenigen Ausnahmen, playback (lip-syncing) dargeboten.

## Auswahl an Künstlern
10,000 Maniacs – Abwärts – Ace Cats – Alison Moyet – Alphaville – Anne Clark – Barbara Gaskin – Belfegore – Billy Bragg – Billy Idol – Bon Jovi – Bronski Beat – Carmel – Chris Rea – Cosa Rosa – Dalbello – David Thomas – Depeche Mode – Die Ärzte – Extrabreit – Frank Tovey – Falco – Family 5 – Fiction Factory – Götz Alsmann – Grandmaster Flash – Heinz Rudolf Kunze – Herbert Grönemeyer – Herwig Mitteregger – Holger Czukay – Howard Jones – Hubert Kah – Humpe & Humpe – Jethro Tull – Joachim Witt – John Martyn – John Watts – Johnny Thunders – Kajagoogoo – King Kurt – Klaus Lage – Level 42 – Marc Almond – Marius Müller-Westernhagen – Matt Bianco – Midge Ure – Minimal Compact – Mike Oldfield – New Order – Nick Cave – Nona Hendryx – Orchestral Manoeuvres in the Dark – Propaganda – Purple Schulz – Pretty Maids –  Ramones – R.E.M. – Rio Reiser – Roger Chapman – Russ and the Velvets – Sade –
Spear of Destiny – Spider Murphy Gang – Spliff – The Alarm – The Chameleons – The Cure – The Fixx – The Go-Betweens – The Short Romans – The Style Council – Toyah Willcox – Twelve Drummers Drumming – UB40 – Udo Lindenberg – Ulla Meinecke – Violent Femmes – Warlock – Zoff – Kim Wilde – Vanity – Wolf Maahn